# 알리 마디 마하메드

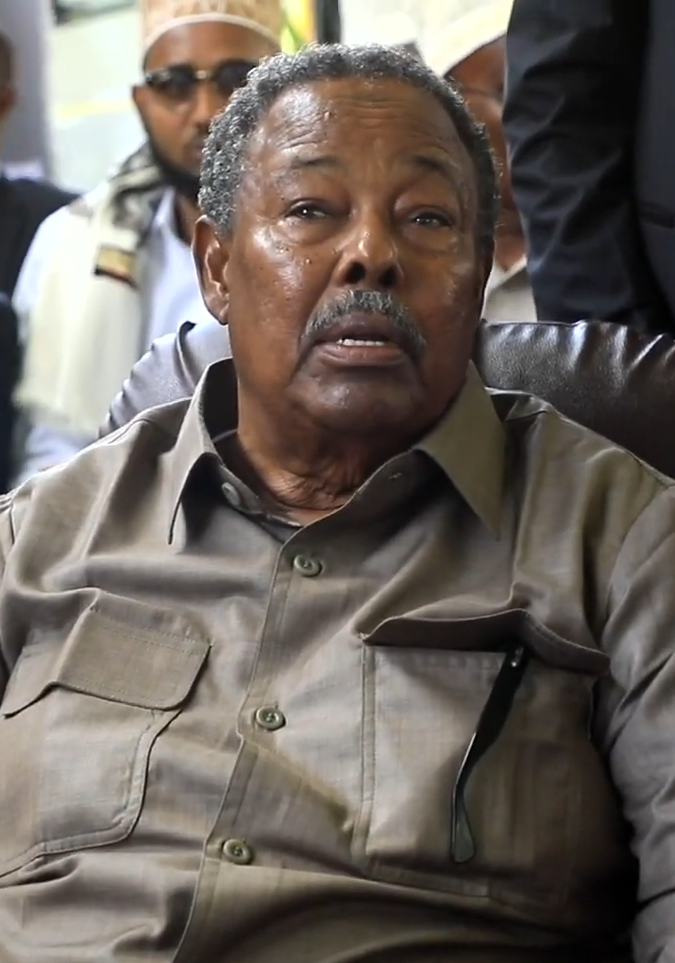
알리 마디 마하메드(2020년)

알리 마디 마하메드(소말리어: Cali Mahdi Maxamed, 1939년 1월 1일 ~ 2021년 3월 10일), 알리 마흐디 모하메드(아랍어: علي مهدي محمد)는 소말리아의 기업가 · 정치인으로, 소말리아의 4대 대통령을 지냈다.
조하르에서 태어나 모가디슈를 기반으로 사업을 하였다. 1968년 정치를 시작하였다.
1991년 시아드 바레의 독재 정권과 이에 반발한 세력들이 서로 충돌하여 소말리아 내전이 일어났다. 인접국 지부티에서 벌어진 소말리아를 위한 국제 회의에서 마하메드는 소말리아의 새로운 대통령으로 인정되었다. 군벌인 마하메드 파라 아이디드가 이를 인정하지 않고 1995년 스스로를 대통령으로 선언하는 등 마하메드는 내전 상황의 소말리아에서 권력을 장악하지 못했다. 2000년 지부티에서 개최한 회의에서 마하메드는 바레 정권의 내무 장관이었던 압디카심 살라드 하산에게 패배하여 낙선하였다.
2021년 케냐 나이로비에서 범유행 중인 코로나19로 사망하였다.